# Scum's Wish
Scum's Wish (クズの本懐?, Kuzu no honkai, lett. "Il desiderio dei rifiuti") è un manga scritto e disegnato da Mengo Yokoyari, serializzato sul Big Gangan di Square Enix dal 25 settembre 2012 al 25 marzo 2017. Un adattamento anime, prodotto da Lerche, è stato trasmesso nel contenitore noitaminA di Fuji TV tra il 12 gennaio e il 30 marzo 2017, mentre un live action basato sulla serie ha avuto inizio sempre su Fuji TV il 18 gennaio al 5 aprile 2017.

## Trama
Due ragazzi chiamati Mugi Awaya e Hanabi Yasuraoka sembrano essere la coppia ideale. Sono entrambi piuttosto popolari e sembrano adattarsi bene l'uno all'altro. Tuttavia, gli estranei non conoscono il segreto che condividono. Sia Mugi che Hanabi hanno una cotta senza speranza per qualcun altro e si frequentano solo per lenire la loro solitudine. Mugi è innamorato di Akane Minagawa, una giovane insegnante che era stata la sua tutor domestica. Hanabi è anche innamorata di un insegnante, un giovane amico di famiglia sin da quando era piccola. L'uno nell'altro trovano un luogo in cui possono soffrire per coloro che non possono avere e condividono l'intimità fisica spinti dalla solitudine. Se le persone che piacciono a loro due ricambiano il loro amore, allora si impegneranno a non innamorarsi reciprocamente e a concludere la loro relazione.

## Personaggi

### Personaggi principali
Hanabi Yasuraoka (安楽岡 花火?, Yasuraoka Hanabi)
Doppiata da: Chika Anzai
Hanabi è una studentessa di diciassette anni ed è innamorata del suo amico d'infanzia Narumi, che chiama affettuosamente "fratellone". Appena entrata al liceo, conosce Mugi Awaya.
Mugi Awaya (粟屋 麦?, Awaya Mugi)
Doppiato da: Nobunaga Shimazaki
Mugi è uno studenteche è  innamorato dell'insegnante di musica Akane Minagawa.
Narumi Kanai (鐘井 鳴海?, Kanai Narumi)
Doppiato da: Kenji Nojima
Narumi è un professore di Hanabi che la conosce da quand'era bambina e che la considera alla stregua di una sorella minore. È innamorato di Akane.
Akane Minagawa (皆川 茜?, Minagawa Akane)
Doppiata da: Aki Toyosaki
Akane è l'insegnante di musica di cui Mugi è innamorato. È una ninfomane, tuttavia nel corso della serie si innamora del suo collega Narumi.
Sanae Ebato (絵鳩 早苗?, Ebato Sanae)
Doppiata da: Haruka Tomatsu
Sanae è l'unica amica femmina di Hanabi, che si è presa una cotta per lei. Detesta gli uomini.
Noriko Kamomebata (鴎端 のり子?, Kamomebata Noriko)
Doppiata da: Shiori Izawa
Noriko è un'amica d'infanzia di Mugi che ha una cotta per lui. Alla fine decide di rinunciare al suo amore.

### Altri personaggi
Atsuya Kirishima (桐嶋 篤也?, Kirishima Atsuya)
Doppiato da: Shintarō Asanuma
Atsuya è il cugino di Sanae che è innamorato di lei.
Mei Hayakawa (早川 芽衣?, Hayakawa Mei)
Doppiata da: Yukiyo Fujii
Mei è una compagna di scuola di Mugi quando andava alle medie, con cui aveva una relazione fisica.
Takuya Terauchi (寺内 タクヤ?, Terauchi Takuya)
Doppiato da: Yūsuke Kobayashi
Takuya è un ex studente di Akane, con cui ha una relazione fisica.

## Media

### Manga
Il manga, scritto e disegnato da Mengo Yokoyari, è stato serializzato sulla rivista Big Gangan di Square Enix dal 25 settembre 2012 al 25 marzo 2017. I vari capitoli sono stati raccolti in nove volumi tankōbon, pubblicati tra il 19 febbraio 2013 e il 19 luglio 2018. I diritti di distribuzione digitale e cartacea in lingua inglese sono stati acquistati rispettivamente da Crunchyroll e Yen Press.
In Italia la serie è stata annunciata da Star Comics al Napoli Comicon 2022 e pubblicata dal 12 ottobre 2022 al 19 marzo 2024 nella collana Kappa Extra.
È uscito anche un manga spin-off, pubblicato dalla stessa casa editrice e serializzato sulla stessa rivista il 25 novembre 2017 al 25 maggio 2018. Il manga è intitolato Kuzu no Honkai décor ed è stato pubblicato in un unico volume.

#### Volumi
| Nº | Data di prima pubblicazione             | Data di prima pubblicazione                                                 | Data di prima pubblicazione | Data di prima pubblicazione                                                 |
| Nº | Giapponese                              | Giapponese                                                                  | Italiano                    | Italiano                                                                    |
| -- | --------------------------------------- | --------------------------------------------------------------------------- | --------------------------- | --------------------------------------------------------------------------- |
| 1  | 19 febbraio 2013                        | ISBN 978-4-7575-3887-0                                                      | 12 ottobre 2022             | ISBN 978-88-226-3534-1 (ed. regolare) ISBN 978-88-226-3578-5 (ed. limitata) |
| 2  | 25 ottobre 2013                         | ISBN 978-4-7575-4103-0                                                      | 7 dicembre 2022             | ISBN 978-88-226-3635-5                                                      |
| 3  | 25 aprile 2014                          | ISBN 978-4-7575-4264-8                                                      | 8 febbraio 2023             | ISBN 978-88-226-3793-2                                                      |
| 4  | 19 novembre 2014                        | ISBN 978-4-7575-4467-3                                                      | 10 maggio 2023              | ISBN 978-88-226-4052-9                                                      |
| 5  | 25 giugno 2015                          | ISBN 978-4-7575-4678-3                                                      | 5 luglio 2023               | ISBN 978-88-226-4168-7                                                      |
| 6  | 25 marzo 2016                           | ISBN 978-4-7575-4895-4                                                      | 13 settembre 2023           | ISBN 978-88-226-4256-1                                                      |
| 7  | 24 dicembre 2016                        | ISBN 978-4-7575-5199-2                                                      | 8 novembre 2023             | ISBN 978-88-226-4368-1                                                      |
| 8  | 25 marzo 2017 (ed. regolare & limitata) | ISBN 978-4-7575-5235-7 (ed. regolare) ISBN 978-4-7575-5236-4 (ed. limitata) | 16 gennaio 2024             | ISBN 978-88-226-4463-3                                                      |
| 9  | 19 luglio 2018                          | ISBN 978-4-7575-5779-6                                                      | 19 marzo 2024               | ISBN 978-88-226-4585-2                                                      |

### Anime

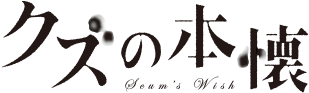
Logo della serie

Annunciato il 17 marzo 2016 da Fuji TV, un adattamento anime per la televisione, prodotto da Lerche, è andato in onda dal 12 gennaio al 30 marzo 2017. La serie è diretta da Masaomi Andō, la composizione della serie venne affidata a Makoto Uezu, il character design a Keiko Kurosawa e la colonna sonora a Masaru Yokoyama. Le sigle di apertura e chiusura sono rispettivamente Uso no hibana (嘘の火花?) di 96Neko ed Heikōsen (平行線?) di Sayuri. Gli episodi sono stati trasmessi in streaming in simulcast, anche coi sottotitoli in lingua italiana, da Amazon su Amazon Video.

#### Episodi
| Nº | Titolo italiano Giapponese 「Kanji」 - Rōmaji                                    | In onda          | In onda |
| Nº | Titolo italiano Giapponese 「Kanji」 - Rōmaji                                    | Giapponese       |         |
| 1  | Esprimi un desiderio 「望み叶え給え」 - Nozomi kanae tamae                       | 12 gennaio 2017  |         |
| 2  | Sono qui per quel calore 「そのぬくもりに用がある」 - Sono nukumori ni yō ga aru | 19 gennaio 2017  |         |
| 3  | Mostrami l'amore (non un sogno) 「Show Me Love (Not A Dream)」                   | 26 gennaio 2017  |         |
| 4  | Mela marcia 「Bad Apple!!」                                                      | 2 febbraio 2017  |         |
| 5  | Un tesoro distruttivo 「DESTRUCTION BABY」                                       | 9 febbraio 2017  |         |
| 6  | Benvenuta alla dimensione X 「X次元へようこそ」 - X jigen e yōkoso               | 16 febbraio 2017 |         |
| 7  | Tanto amore 「愛はたくさん (LOTS OF LOVE)」 - Ai wa takusan                      | 23 febbraio 2017 |         |
| 8  | Dolce astenersi 「Sweet Refrain」                                                | 2 marzo 2017     |         |
| 9  | Nuotatore farfalla 「beautiful swimmer」                                         | 9 marzo 2017     |         |
| 10 | Fragile e vuota 「カラノワレモノ」 - Kara no waremono                            | 16 marzo 2017    |         |
| 11 | Un buon dio 「やさしいかみさま」 - Yasashii kami-sama                            | 23 marzo 2017    |         |
| 12 | Una storia di due 「2人のストーリー」 - 2-ri no sutōrī                           | 30 marzo 2017    |         |

### Live action
Una serie televisiva live action ha avuto inizio su Fuji TV il 18 gennaio 2017 ed è finito il 5 aprile dello stesso anno. I ruoli dei protagonisti Hanabi Yasuraoka e Mugi Awaya sono stati interpretati rispettivamente da Miyu Yoshimoto e Dōri Sakurada.

## Accoglienza
A novembre 2017 il manga ha raggiunto 1.9 milioni di copie in circolazione.